# Partners, Am I Right?
"Parthers, Am I Right?" es el cuarto episodio de la miniserie de televisión estadounidense Hawkeye, basada en Marvel Comics, que presenta a los personajes Clint Barton / Hawkeye y Kate Bishop. El episodio sigue a Barton trabajando con Bishop para aprender más sobre una conspiración criminal. El episodio está ambientado en el Universo Cinematográfico de Marvel (MCU), compartiendo continuidad con las películas de la franquicia. Fue escrito por Heather Quinn y Erin Cancino y dirigido por el dúo Bert & Bertie.
Jeremy Renner repite su papel de Clint Barton de la saga cinematográfica, con Hailee Steinfeld uniéndose a él como Kate Bishop. Florence Pugh, Tony Dalton, Alaqua Cox, Fra Fee, Linda Cardellini y Vera Farmiga también protagonizan el episodio. El dúo Bert & Bertie se unieron a la serie en julio de 2020. La filmación tuvo lugar en la ciudad de Nueva York, con trabajo adicional de filmación y sonido en Atlanta, Georgia.
"Partners, Am I Right?" se lanzó en Disney+ el 8 de diciembre de 2021. Los críticos elogiaron el episodio por su química y las actuaciones de Renner y Steinfeld, aunque, al igual que en los episodios anteriores, muchos sintieron que a veces era lento.

## Trama
Después de que Kate no pueda acceder a la computadora portátil de Eleanor y Jack amenaza a Clint con la espada de Ronin, Barton calma la situación cuando Eleanor y Duquesne lo reconocen como un Vengador. Eleanor le pide a Barton que mantenga a Bishop fuera de todo peligro y luego contacta a una persona desconocida para informarle sobre la situación; en ello, Barton recupera en secreto su espada. Teniendo información de que Kazi trabaja en una compañía llamada Sloan Limited, le pide ayuda a su esposa Laura, y descubren que es una corporación fantasma que lava dinero para los deportistas y que Duquesne es su director ejecutivo; Laura también le pide que vea un reloj robado del complejo de los Vengadores. Luego, Kate y Clint se unen mientras planean su próximo curso de acción y, al mismo tiempo, celebran las fiestas; mientras conversan sobre Natasha y el dolor por el blip, Bishop deduce que Barton era Ronin.
Al día siguiente, Barton localiza a Kazi y le pide que disuada a López de su vendetta contra Ronin mientras Bishop recluta al grupo de jugadores de rol para recuperar las flechas con truco de Barton. Luego, Laura le informa a Barton que el reloj robado por los deportistas está enviando señales de rastreo desde un edificio de apartamentos. Barton y Bishop van a recuperarlo y lo encuentran, pero Kate al ver notas sobre Barton y su familia, se dan cuenta de que están en el apartamento de López. López ataca a Bishop mientras Barton sorpresivamente es emboscado por un asesino enmascarado.
Se produce una pelea entre los cuatro combatientes, con Bishop hiriendo a López, lo que la obliga a retirarse, mientras que Barton desenmascara a su asesino, quien se revela como Yelena Belova, que escapa. Barton, al ver que ahora se involucró una viuda negra, decide que no puede seguir poniendo en peligro a Bishop y para su consternación, rompe su sociedad.

## Producción

### Desarrollo
Para abril de 2019, Marvel Studios estaba desarrollando una serie para Disney+ protagonizada por Clint Barton / Hawkeye de Jeremy Renner de las películas del Universo Cinematográfico de Marvel (MCU), en la que Barton legaría el manto de Hawkeye a Kate Bishop.  En julio de 2020, el dúo de directoras inglesas Bert & Bertie fueron contratadas para dirigir tres episodios de la serie. Los productores ejecutivos de la serie incluyen al escritor principal Jonathan Igla, Rhys Thomas, Brad Winderbaum, Trinh Tran, Victoria Alonso, Louis D'Esposito y Kevin Feige.  El cuarto episodio, titulado "Partners, Am I Right?",  fue escrito por Heather Quinn y Erin Cancino, y se estrenó el 8 de diciembre de 2021. 

### Escritura
Las directoras Bert & Bertie eligieron presentar a Yelena Belova en el episodio y dijeron "pensamos que haríamos esperar a la gente. Pero también porque Clint está averiguando quién es, Kate está averiguando quién es, así que tampoco deberíamos saber quién es". Mientras dirigían la escena, Bert & Bertie querían que la escena fuera experimentada desde la perspectiva de Bishop, diciendo "estamos con Kate Bishop mientras ve a esta persona, que no tiene idea de quién es en realidad, y cómo va a encajar en la historia". También sintieron que la actuación de Pugh y Steinfeld había ayudado a mejorar su calidad. La escena en la que Bishop casi se cae del edificio pretende ser una referencia a la muerte de Romanoff en Avengers: Endgame (2019), que las directoras vieron y analizaron antes de la producción. Sintieron que la escena era importante para la historia y escribieron la escena para recordarle a Barton "la fragilidad de la vida y recordarle a Natasha, la otra compañera que tuvo en su carrera, y cómo tenía miedo de dejar entrar a otra persona [Bishop] e ir allí".

### Casting
El episodio está protagonizado por Jeremy Renner como Clint Barton / Hawkeye, Hailee Steinfeld como Kate Bishop, Florence Pugh como Yelena Belova, Tony Dalton como Jack Duquesne, Alaqua Cox como Maya Lopez, Fra Fee como Kazi, Linda Cardellini como Laura Barton y Vera Farmiga como Eleanor Bishop. También aparecen Ava Russo como Lila Barton, Ben Sakamoto como Cooper Barton, Cade Woodward como Nathaniel Barton, Clayton English como Grills, Adetinpo Thomas como Wendy, Robert-Walker Branchaud como Orville y Adelle Drahos como Missy. Scarlett Johansson aparece como Natasha Romanoff / Black Widow en imágenes de archivo de Endgame.

### Filmación y diseño
El rodaje comenzó a principios de diciembre de 2020 en la ciudad de Nueva York, usando escenarios como el Lotte New York Palace Hotel.  La filmación adicional tuvo lugar en Trilith Studios y Tyler Perry Studios en Atlanta, Georgia.  La escena en la que Bishop casi se cae del edificio se filmó en una azotea en Nueva York, ya que sintieron que había replicado "algo así como ese acantilado épico de Vormir". Habían filmado y dirigido la escena para replicar la cinematografía de Endgame.
La secuencia del título principal del episodio fue diseñada por Perception. 

## Marketing
Después del lanzamiento del episodio, Marvel anunció productos inspirados en el episodio como parte de su promoción semanal "Marvel Must Haves" para cada episodio de la serie, incluida la ropa, y Clint Barton y Kate Bishop en sus suéteres navideños Funko Pops para Barton y Bishop.

## Recepción

### Audiencia
Según Nielsen Media Research, que mide la cantidad de minutos vistos por el público de los Estados Unidos en los televisores, Hawkeye fue la segunda serie original más vista en los servicios de transmisión durante la semana del 6 al 12 de diciembre con 527 millones de minutos vistos, que fue inferior a los 560 millones de minutos vistos de la semana anterior. Hawkeye fue la serie de transmisión más importante para los espectadores en los Estados Unidos durante la semana que finalizó el 12 de diciembre según TV Time de Whip Media.

### Respuesta crítica
El sitio web del agregador de reseñas Rotten Tomatoes informa un índice de aprobación del 100% con una calificación promedio de 7.7/10, según 15 reseñas.
Caroline Siede de The AV Club le dio al episodio una "B", diciendo que "Hawkeye ralentiza las cosas durante una hora impulsada por los personajes que podría haber usado un poco más de empuje". Sintió que la revelación de Belova solo funciona para aquellos que vieron Black Widow o que no habían visto las noticias sobre el casting de antemano. De lo contrario, sintió que "faltará una pequeña sorpresa, porque sabían que esto vendría; o carecerá de una sensación de recompensa, porque no saben quién es ella". Siede le dio crédito a la serie por "hacer que la muerte de Natasha se sintiera significativa de una manera que nada más en el UCM realmente lo ha hecho, ni siquiera su propia maldita película". Ella sintió que el episodio fue torpe en algunos lugares, pero en general lo disfrutó. Ross Bonaime de Collider le dio al episodio una "A-" y estuvo de acuerdo con que el episodio ralentizara las cosas después del episodio anterior lleno de acción, ya que permitió "un poco de alegría navideña y grandes momentos de personajes". Sintió que los programas de Disney+ del MCU estaban destinados en gran medida a desarrollar personajes que no habían tenido esa oportunidad en las películas porque los programas podían hacerlo ralentizando las cosas, mientras que las películas no podían permitirse el lujo de hacerlo. Bonaime se sintió como "Partners, Am I Right?" puede haber sido el mejor episodio de la serie hasta este momento debido a que "Kate Bishop intenta salvar las vacaciones". Elogió la dinámica entre Renner y Steinfeld, ya que "hacer que se enfrenten entre sí" con el encanto y el humor resultantes fue lo que hizo que el episodio fuera tan bueno.
Matt Purslow de IGN sintió que la serie en general había permitido que Barton realmente se abriera en comparación con apariciones anteriores, pero este episodio "realmente profundiza en lo que significa ser Hawkeye". Purslow sintió que incluso con menos acción que el episodio anterior, "Partners, Am I Right' "se basa en el corazón emocional" de la serie. Purslow señala que el impulso de la trama se desaceleró para que Barton y Bishop pudieran pasar el rato, lo que permitió a Barton "abrirse más de lo que nunca había hecho". Dijo que a pesar de eso, el episodio no fue sombrío gracias a la alegría festiva de Bishop. Con la pelea al final del episodio, Purslow sintió que Bert y Bertie "no alcanzan los máximos de estilo" del episodio anterior, incluso con la presentación de Belova. Le dio al episodio un 8 sobre 10, diciendo que "el cuarto episodio de Hawkeye echa un vistazo más de cerca al lado más oscuro de Clint, al mismo tiempo que inicia un crossover más amplio del MCU". Kirsten Howard de Den of Geek sintió que la escena "desgarradora" con Bishop colgando del costado del edificio era "demasiado para que [Barton] la soportara", mientras intentaba cortar los lazos con Bishop para protegerla. Howard sintió que la puntuación adicional de Avengers: Endgame hizo que la escena fuera más emotiva, ya que era muy similar a la situación con Romanoff. Al darle al episodio un 3,5 sobre 5, Howard dijo que "a pesar de un episodio lleno de trabajo preliminar, Hawkeye sigue siendo encantador".